# Église Saint-Louis de Neuf-Brisach
L'église Saint-Louis est un monument historique situé à Neuf-Brisach, dans le département français du Haut-Rhin.

## Localisation
Ce bâtiment est situé au 26, place d'Armes à Neuf-Brisach.

## Historique
L'édifice fait l'objet d'un classement au titre des monuments historiques depuis 1939.